# Dutch Open 1985
Die Dutch Open 1985 im Badminton fanden vom 8. bis 10. Februar 1985 im Nationaal Badminton Centrum in Nieuwegein statt.

## Finalergebnisse
| Disziplin    | Sieger                         | Finalist                           | Ergebnis    |
| ------------ | ------------------------------ | ---------------------------------- | ----------- |
| Herreneinzel | Michael Kjeldsen               | Pierre Pelupessy                   | 15-8, 15-12 |
| Dameneinzel  | Kirsten Larsen                 | Jane Sutton                        | 11-6, 11-8  |
| Herrendoppel | Jesper Helledie Steen Fladberg | Michael Kjeldsen Mark Christiansen | 15-8, 15-9  |
| Damendoppel  | Gillian Clark Gillian Gowers   | Eline Coene Erica van Dijk         | 15–4, 15–2  |
| Mixed        | Steen Fladberg Gitte Paulsen   | Jesper Helledie Dorte Kjær         | 15-9, 15-11 |